# Шанвел
Шанвел (фр. Chenevelles) насеље је и општина у западној Француској у региону Поату-Шарант, у департману Вијена која припада префектури Шателро.
По подацима из 2011. године у општини је живело 495 становника, а густина насељености је износила 16,89 становника/km². Општина се простире на површини од 29,3 km². Налази се на средњој надморској висини од 130 метара (максималној 143 m, а минималној 72 m).

## Демографија
| 1962. | 1968. | 1975. | 1982. | 1990. | 1999. | 2011. |
| ----- | ----- | ----- | ----- | ----- | ----- | ----- |
| 440   | 498   | 417   | 394   | 393   | 406   | 495   |

График промене броја становника у току последњих година